# حصيبة الشرقية
حصيبة الشرقية هي إحدى النواحي التابعة لقضاء الرمادي في محافظة الأنبار، وتقع على الضفة الشرقية لنهر الفرات، شرق مدينة الرمادي. يبلغ عدد سكانها أكثر من 20,000 نسمة، ويشتهر سكانها بممارسة صيد الأسماك، والزراعة، والرعي.
تنقسم حصيبة الشرقية إلى قسمين رئيسيين:
- القسم الريفي: يقع بين الطريق الدولي القديم ونهر الفرات، وتنتشر فيه الأراضي الزراعية والأنشطة الفلاحية.
- القسم السكني: يمتد من الطريق الدولي حتى حافة الهضبة الغربية، وتتركّز فيه التجمعات السكانية والمرافق الخدمية.

تتميّز الناحية بأراضٍ زراعية خصبة، حيث تُعد من أفضل المناطق الزراعية في المنطقة بسبب قربها من نهر الفرات. ومع ذلك، شهدت السنوات الأخيرة تحوّل نسبة كبيرة من هذه الأراضي إلى مناطق سكنية، نتيجة التوسع العمراني والنمو السكاني المتزايد، مما أدى إلى تقلص المساحات الزراعية.
تتمتع حصيبة الشرقية بمناخ معتدل وطبيعة ساحرة، كما تُعرف بخصوبة أرضها وطيبة أهلها. وتُعد من المناطق الواقعة في أقصى غرب العراق. ورغم ما تحمله من إرث تاريخي، إلا أن العديد من المواقع الأثرية المحيطة بها لم تُكتشف بعد، إذ يُعتقد أنها كانت مواقع لمرابض الجيوش العربية أثناء معارك تحرير العراق من الفرس.
تنتشر في أزقتها العديد من المساجد، كما تضم المنطقة أحد أبرز الأندية الرياضية في محافظة الأنبار، وهو نادي الفهد الرياضي.